# Setmana Internacional de Coppi i Bartali 2019
La Setmana Internacional de Coppi i Bartali 2019 va ser la 34a edició de la cursa ciclista Setmana Internacional de Coppi i Bartali. Es disputà entre el 27 i el 31 de març de 2019, amb un recorregut de 742,1 km repartits entre cinc etapes, la primera d'elles dividida en dos sectors. La cursa formava part de l'UCI Europa Tour 2019, amb una categoria 2.1.
El vencedor final fou l'australià Lucas Hamilton (Mitchelton-Scott), que s'imposà per 12 i 16 segons als seus companys d'equip Damien Howson i Nick Schultz. La contrarellotge per equips de l'etapa inicial marcà en bona part els resultats finals d'aquesta cursa. Alexander Kamp (Riwal Readynez) guanyà la classificació per punts, Giovanni Visconti (Neri Sottoli-Selle Italia-KTM) guanyà la classificació de la muntanya, Lucas Hamilton també guanyà la classificació dels joves i el seu equip, el Mitchelton-Scott, fou el millor equip.

## Equips
25 equips van prendre la sortida en aquesta edició:
| WorldTeams (4)- Sky - Mitchelton-Scott - EF Education First - Movistar Team Equips continentals professionals (11)- Gazprom-RusVelo - Wallonie Bruxelles - Caja Rural-Seguros RGA - Arkéa-Samsic - Bardiani CSF - Androni Giocattoli-Sidermec - Israel Cycling Academy - Riwal Readynez - Neri Sottoli-Selle Italia-KTM - Hagens Berman Axeon - Nippo Vini Fantini Faizanè Equips continentals (9)- Dimension Data for Qhubeka - Biesse Carrera Gavardo - Coldeportes Bicicletas Strongman - CCC Development Team - Sangemini-Trevigiani-MG.Kvis - Petroli Firenze-Maserati-Hopplà - Team Colpack - Amore & Vita-Prodir - Giotti Victoria-Palomar Equip nacional- Itàlia |
| |

## Etapes
| Etapa      | Data       | Ciutats d'etapa                 | type                      | Distància (km) | Vencedor de l'etapa | Líder de la general |
| ---------- | ---------- | ------------------------------- | ------------------------- | -------------- | ------------------- | ------------------- |
| 1a A etapa | 27 de març | Gatì – Gatì                     | etapa de mitja muntanya   | 97,8           | Emīls Liepiņš       | Emīls Liepiņš       |
| 1a B etapa | 27 de març | Gatteo a Mare – Gatì            | contrarellotge per equips | 13,3           | Mitchelton-Scott    | Robert Stannard     |
| 2a etapa   | 28 de març | Riccione – Sogliano al Rubicone | etapa de muntanya         | 140            | Mikel Landa Meana   | Lucas Hamilton      |
| 3a etapa   | 29 de març | Forlì – Forlì                   | etapa de mitja muntanya   | 166,2          | Simone Velasco      | Lucas Hamilton      |
| 4a etapa   | 30 de març | Crevalcore – Crevalcore         | etapa plana               | 171,4          | Ludovic Robeet      | Lucas Hamilton      |
| 5a etapa   | 31 de març | Fiorano Modenese – Sassuolo     | etapa de mitja muntanya   | 153,4          | Mauro Finetto       | Lucas Hamilton      |

### 1a etapa A
| \| Classificació de l'etapa \| Classificació de l'etapa \| Classificació de l'etapa \| Classificació de l'etapa \| Classificació de l'etapa \| \| Corredor \| Corredor \| Equip \| Temps \| \| \| ------------------------ \| ------------------------ \| ----------------------------- \| ------------------------ \| ------------------------ \| \| 1r \| Emīls Liepiņš \| Wallonie Bruxelles \| 2h 17' 27" \| \| \| 2n \| Riccardo Stacchiotti \| Giotti Victoria-Palomar \| + 0" \| \| \| 3r \| Manuel Belletti \| Androni Giocattoli-Sidermec \| + 0" \| \| \| 4t \| Matteo Malucelli \| Caja Rural-Seguros RGA \| + 0" \| \| \| 5è \| Robert Stannard \| Mitchelton-Scott \| + 0" \| \| \| 6è \| Luca Pacioni \| Neri Sottoli-Selle Italia-KTM \| + 0" \| \| \| 7è \| Ian Garrison \| Hagens Berman Axeon \| + 0" \| \| \| 8è \| Davide Gabburo \| Neri Sottoli-Selle Italia-KTM \| + 0" \| \| \| 9è \| Paolo Totò \| Unieuro Trevigiani-Hemus 1896 \| + 0" \| \| \| 10è \| Leonardo Bonifazio \| Unieuro Trevigiani-Hemus 1896 \| + 0" \| \| |                      |                               |            |
| |                      |                               |            |
| Font: ProCyclingStats |                      |                               |            |
| Classificació de l'etapa |                      |                               |            |
| Corredor | Corredor             | Equip                         | Temps      |
| 1r | Emīls Liepiņš        | Wallonie Bruxelles            | 2h 17' 27" |
| 2n | Riccardo Stacchiotti | Giotti Victoria-Palomar       | + 0"       |
| 3r | Manuel Belletti      | Androni Giocattoli-Sidermec   | + 0"       |
| 4t | Matteo Malucelli     | Caja Rural-Seguros RGA        | + 0"       |
| 5è | Robert Stannard      | Mitchelton-Scott              | + 0"       |
| 6è | Luca Pacioni         | Neri Sottoli-Selle Italia-KTM | + 0"       |
| 7è | Ian Garrison         | Hagens Berman Axeon           | + 0"       |
| 8è | Davide Gabburo       | Neri Sottoli-Selle Italia-KTM | + 0"       |
| 9è | Paolo Totò           | Unieuro Trevigiani-Hemus 1896 | + 0"       |
| 10è | Leonardo Bonifazio   | Unieuro Trevigiani-Hemus 1896 | + 0"       |

| \| Classificació general \| Classificació general \| Classificació general \| Classificació general \| Classificació general \| \| Corredor \| Corredor \| Equip \| Temps \| \| \| --------------------- \| --------------------- \| ----------------------------- \| --------------------- \| --------------------- \| \| 1r \| Emīls Liepiņš \| Wallonie Bruxelles \| 2h 17' 21" \| \| \| 2n \| Riccardo Stacchiotti \| Giotti Victoria-Palomar \| + 2" \| \| \| 3r \| Manuel Belletti \| Androni Giocattoli-Sidermec \| + 4" \| \| \| 4t \| Robert Stannard \| Mitchelton-Scott \| + 6" \| \| \| 5è \| Davide Plebani \| Itàlia \| + 6" \| \| \| 6è \| Luca Pacioni \| Neri Sottoli-Selle Italia-KTM \| + 6" \| \| \| 7è \| Vincenzo Albanese \| Bardiani CSF \| + 6" \| \| \| 8è \| Diego Rosa \| Team Sky \| + 6" \| \| \| 9è \| André Carvalho \| Hagens Berman Axeon \| + 6" \| \| \| 10è \| Marco Bernardinetti \| Amore & Vita-Prodir \| + 6" \| \| |                      |                               |            |
| |                      |                               |            |
| Font: ProCyclingStats |                      |                               |            |
| Classificació general |                      |                               |            |
| Corredor | Corredor             | Equip                         | Temps      |
| 1r | Emīls Liepiņš        | Wallonie Bruxelles            | 2h 17' 21" |
| 2n | Riccardo Stacchiotti | Giotti Victoria-Palomar       | + 2"       |
| 3r | Manuel Belletti      | Androni Giocattoli-Sidermec   | + 4"       |
| 4t | Robert Stannard      | Mitchelton-Scott              | + 6"       |
| 5è | Davide Plebani       | Itàlia                        | + 6"       |
| 6è | Luca Pacioni         | Neri Sottoli-Selle Italia-KTM | + 6"       |
| 7è | Vincenzo Albanese    | Bardiani CSF                  | + 6"       |
| 8è | Diego Rosa           | Team Sky                      | + 6"       |
| 9è | André Carvalho       | Hagens Berman Axeon           | + 6"       |
| 10è | Marco Bernardinetti  | Amore & Vita-Prodir           | + 6"       |

### 1a etapa B
| \| Classificació de l'etapa \| Classificació de l'etapa \| Classificació de l'etapa \| Classificació de l'etapa \| Classificació de l'etapa \| Classificació de l'etapa \| \| Equip \| Equip \| Temps \| Diferència de temps \| Velocitat \| \| \| ------------------------ \| ----------------------------- \| ------------------------ \| ------------------------ \| ------------------------ \| ------------------------ \| \| 1r \| Mitchelton-Scott \| 14' 17" \| \| 55.869 km/h \| \| \| 2n \| Sky \| \| + 10" \| 55.225 km/h \| \| \| 3r \| Gazprom-RusVelo \| \| + 21" \| 54.533 km/h \| \| \| 4t \| Hagens Berman Axeon \| \| + 24" \| 54.347 km/h \| \| \| 5è \| Androni Giocattoli-Sidermec \| \| + 26" \| 54.224 km/h \| \| \| 6è \| Movistar Team \| \| + 27" \| 54.163 km/h \| \| \| 7è \| Neri Sottoli-Selle Italia-KTM \| \| + 29" \| 54.041 km/h \| \| \| 8è \| EF Education First \| \| + 31" \| 53.919 km/h \| \| \| 9è \| Wallonie Bruxelles \| \| + 35" \| 53.677 km/h \| \| \| 10è \| Itàlia \| \| + 39" \| 53.438 km/h \| \| |                               |         |                     |             |
| |                               |         |                     |             |
| Font: ProCyclingStats |                               |         |                     |             |
| Classificació de l'etapa |                               |         |                     |             |
| Equip | Equip                         | Temps   | Diferència de temps | Velocitat   |
| 1r | Mitchelton-Scott              | 14' 17" |                     | 55.869 km/h |
| 2n | Sky                           |         | + 10"               | 55.225 km/h |
| 3r | Gazprom-RusVelo               |         | + 21"               | 54.533 km/h |
| 4t | Hagens Berman Axeon           |         | + 24"               | 54.347 km/h |
| 5è | Androni Giocattoli-Sidermec   |         | + 26"               | 54.224 km/h |
| 6è | Movistar Team                 |         | + 27"               | 54.163 km/h |
| 7è | Neri Sottoli-Selle Italia-KTM |         | + 29"               | 54.041 km/h |
| 8è | EF Education First            |         | + 31"               | 53.919 km/h |
| 9è | Wallonie Bruxelles            |         | + 35"               | 53.677 km/h |
| 10è | Itàlia                        |         | + 39"               | 53.438 km/h |

| \| Classificació general \| Classificació general \| Classificació general \| Classificació general \| Classificació general \| \| Corredor \| Corredor \| Equip \| Temps \| \| \| --------------------- \| -------------------------- \| --------------------- \| --------------------- \| --------------------- \| \| 1r \| Robert Stannard \| Mitchelton-Scott \| 2h 31' 44" \| \| \| 2n \| Damien Howson \| Mitchelton-Scott \| + 0" \| \| \| 3r \| Lucas Hamilton \| Mitchelton-Scott \| + 0" \| \| \| 4t \| Nick Schultz \| Mitchelton-Scott \| + 0" \| \| \| 5è \| Cameron Meyer \| Mitchelton-Scott \| + 0" \| \| \| 6è \| Diego Rosa \| Team Sky \| + 10" \| \| \| 7è \| David de la Cruz Melgarejo \| Team Sky \| + 10" \| \| \| 8è \| Dylan van Baarle \| Team Sky \| + 10" \| \| \| 9è \| Kenny Elissonde \| Team Sky \| + 10" \| \| \| 10è \| Ievgueni Xalunov \| Gazprom-RusVelo \| + 21" \| \| |                            |                  |            |
| |                            |                  |            |
| Font: ProCyclingStats |                            |                  |            |
| Classificació general |                            |                  |            |
| Corredor | Corredor                   | Equip            | Temps      |
| 1r | Robert Stannard            | Mitchelton-Scott | 2h 31' 44" |
| 2n | Damien Howson              | Mitchelton-Scott | + 0"       |
| 3r | Lucas Hamilton             | Mitchelton-Scott | + 0"       |
| 4t | Nick Schultz               | Mitchelton-Scott | + 0"       |
| 5è | Cameron Meyer              | Mitchelton-Scott | + 0"       |
| 6è | Diego Rosa                 | Team Sky         | + 10"      |
| 7è | David de la Cruz Melgarejo | Team Sky         | + 10"      |
| 8è | Dylan van Baarle           | Team Sky         | + 10"      |
| 9è | Kenny Elissonde            | Team Sky         | + 10"      |
| 10è | Ievgueni Xalunov           | Gazprom-RusVelo  | + 21"      |

### 2a etapa
| \| Classificació de l'etapa \| Classificació de l'etapa \| Classificació de l'etapa \| Classificació de l'etapa \| Classificació de l'etapa \| \| Corredor \| Corredor \| Equip \| Temps \| \| \| ------------------------ \| ------------------------ \| --------------------------- \| ------------------------ \| ------------------------ \| \| 1r \| Mikel Landa Meana \| Movistar Team \| 3h 51' 54" \| \| \| 2n \| Lucas Hamilton \| Mitchelton-Scott \| + 1" \| \| \| 3r \| Alexander Kamp \| Riwal Readynez \| + 11" \| \| \| 4t \| Ievgueni Xalunov \| Gazprom-RusVelo \| + 11" \| \| \| 5è \| Mauro Finetto \| Itàlia \| + 11" \| \| \| 6è \| Mattia Cattaneo \| Androni Giocattoli-Sidermec \| + 11" \| \| \| 7è \| Élie Gesbert \| Arkéa-Samsic \| + 11" \| \| \| 8è \| Jonathan Lastra Martínez \| Caja Rural-Seguros RGA \| + 11" \| \| \| 9è \| Lawson Craddock \| EF Education First \| + 11" \| \| \| 10è \| Damien Howson \| Mitchelton-Scott \| + 11" \| \| |                          |                             |            |
| |                          |                             |            |
| Font: ProCyclingStats |                          |                             |            |
| Classificació de l'etapa |                          |                             |            |
| Corredor | Corredor                 | Equip                       | Temps      |
| 1r | Mikel Landa Meana        | Movistar Team               | 3h 51' 54" |
| 2n | Lucas Hamilton           | Mitchelton-Scott            | + 1"       |
| 3r | Alexander Kamp           | Riwal Readynez              | + 11"      |
| 4t | Ievgueni Xalunov         | Gazprom-RusVelo             | + 11"      |
| 5è | Mauro Finetto            | Itàlia                      | + 11"      |
| 6è | Mattia Cattaneo          | Androni Giocattoli-Sidermec | + 11"      |
| 7è | Élie Gesbert             | Arkéa-Samsic                | + 11"      |
| 8è | Jonathan Lastra Martínez | Caja Rural-Seguros RGA      | + 11"      |
| 9è | Lawson Craddock          | EF Education First          | + 11"      |
| 10è | Damien Howson            | Mitchelton-Scott            | + 11"      |

| \| Classificació general \| Classificació general \| Classificació general \| Classificació general \| Classificació general \| \| Corredor \| Corredor \| Equip \| Temps \| \| \| --------------------- \| -------------------------- \| --------------------------- \| --------------------- \| --------------------- \| \| 1r \| Lucas Hamilton \| Mitchelton-Scott \| 6h 23' 33" \| \| \| 2n \| Damien Howson \| Mitchelton-Scott \| + 16" \| \| \| 3r \| Nick Schultz \| Mitchelton-Scott \| + 16" \| \| \| 4t \| Mikel Landa Meana \| Movistar Team \| + 22" \| \| \| 5è \| David de la Cruz Melgarejo \| Team Sky \| + 26" \| \| \| 6è \| Dylan van Baarle \| Team Sky \| + 26" \| \| \| 7è \| Ievgueni Xalunov \| Gazprom-RusVelo \| + 37" \| \| \| 8è \| Aleksandr Vlàssov \| Gazprom-RusVelo \| + 37" \| \| \| 9è \| Mattia Cattaneo \| Androni Giocattoli-Sidermec \| + 42" \| \| \| 10è \| Matteo Montaguti \| Androni Giocattoli-Sidermec \| + 42" \| \| |                            |                             |            |
| |                            |                             |            |
| Font: ProCyclingStats |                            |                             |            |
| Classificació general |                            |                             |            |
| Corredor | Corredor                   | Equip                       | Temps      |
| 1r | Lucas Hamilton             | Mitchelton-Scott            | 6h 23' 33" |
| 2n | Damien Howson              | Mitchelton-Scott            | + 16"      |
| 3r | Nick Schultz               | Mitchelton-Scott            | + 16"      |
| 4t | Mikel Landa Meana          | Movistar Team               | + 22"      |
| 5è | David de la Cruz Melgarejo | Team Sky                    | + 26"      |
| 6è | Dylan van Baarle           | Team Sky                    | + 26"      |
| 7è | Ievgueni Xalunov           | Gazprom-RusVelo             | + 37"      |
| 8è | Aleksandr Vlàssov          | Gazprom-RusVelo             | + 37"      |
| 9è | Mattia Cattaneo            | Androni Giocattoli-Sidermec | + 42"      |
| 10è | Matteo Montaguti           | Androni Giocattoli-Sidermec | + 42"      |

### 3a etapa
| \| Classificació de l'etapa \| Classificació de l'etapa \| Classificació de l'etapa \| Classificació de l'etapa \| Classificació de l'etapa \| \| Corredor \| Corredor \| Equip \| Temps \| \| \| ------------------------ \| ------------------------ \| -------------------------------- \| ------------------------ \| ------------------------ \| \| 1r \| Simone Velasco \| Neri Sottoli-Selle Italia-KTM \| 4h 01' 50" \| \| \| 2n \| Francesco Gavazzi \| Androni Giocattoli-Sidermec \| + 0" \| \| \| 3r \| Alexander Kamp \| Riwal Readynez \| + 0" \| \| \| 4t \| Nicola Bagioli \| Nippo-Vini Fantini-Faizanè \| + 0" \| \| \| 5è \| Giovanni Visconti \| Neri Sottoli-Selle Italia-KTM \| + 0" \| \| \| 6è \| Matteo Sobrero \| Dimension Data for Qhubeka \| + 0" \| \| \| 7è \| Jonathan Cañaveral \| Coldeportes Bicicletas Strongman \| + 0" \| \| \| 8è \| Jonathan Lastra Martínez \| Caja Rural-Seguros RGA \| + 0" \| \| \| 9è \| Alessandro Fedeli \| Itàlia \| + 0" \| \| \| 10è \| Marco Tizza \| Amore & Vita-Prodir \| + 0" \| \| |                          |                                  |            |
| |                          |                                  |            |
| Font: ProCyclingStats |                          |                                  |            |
| Classificació de l'etapa |                          |                                  |            |
| Corredor | Corredor                 | Equip                            | Temps      |
| 1r | Simone Velasco           | Neri Sottoli-Selle Italia-KTM    | 4h 01' 50" |
| 2n | Francesco Gavazzi        | Androni Giocattoli-Sidermec      | + 0"       |
| 3r | Alexander Kamp           | Riwal Readynez                   | + 0"       |
| 4t | Nicola Bagioli           | Nippo-Vini Fantini-Faizanè       | + 0"       |
| 5è | Giovanni Visconti        | Neri Sottoli-Selle Italia-KTM    | + 0"       |
| 6è | Matteo Sobrero           | Dimension Data for Qhubeka       | + 0"       |
| 7è | Jonathan Cañaveral       | Coldeportes Bicicletas Strongman | + 0"       |
| 8è | Jonathan Lastra Martínez | Caja Rural-Seguros RGA           | + 0"       |
| 9è | Alessandro Fedeli        | Itàlia                           | + 0"       |
| 10è | Marco Tizza              | Amore & Vita-Prodir              | + 0"       |

| \| Classificació general \| Classificació general \| Classificació general \| Classificació general \| Classificació general \| \| Corredor \| Corredor \| Equip \| Temps \| \| \| --------------------- \| -------------------------- \| --------------------------- \| --------------------- \| --------------------- \| \| 1r \| Lucas Hamilton \| Mitchelton-Scott \| 6h 23' 33" \| \| \| 2n \| Damien Howson \| Mitchelton-Scott \| + 16" \| \| \| 3r \| Nick Schultz \| Mitchelton-Scott \| + 16" \| \| \| 4t \| Mikel Landa Meana \| Movistar Team \| + 22" \| \| \| 5è \| David de la Cruz Melgarejo \| Team Sky \| + 26" \| \| \| 6è \| Dylan van Baarle \| Team Sky \| + 26" \| \| \| 7è \| Ievgueni Xalunov \| Gazprom-RusVelo \| + 37" \| \| \| 8è \| Aleksandr Vlàssov \| Gazprom-RusVelo \| + 37" \| \| \| 9è \| Mattia Cattaneo \| Androni Giocattoli-Sidermec \| + 42" \| \| \| 10è \| Matteo Montaguti \| Androni Giocattoli-Sidermec \| + 42" \| \| |                            |                             |            |
| |                            |                             |            |
| Font: ProCyclingStats |                            |                             |            |
| Classificació general |                            |                             |            |
| Corredor | Corredor                   | Equip                       | Temps      |
| 1r | Lucas Hamilton             | Mitchelton-Scott            | 6h 23' 33" |
| 2n | Damien Howson              | Mitchelton-Scott            | + 16"      |
| 3r | Nick Schultz               | Mitchelton-Scott            | + 16"      |
| 4t | Mikel Landa Meana          | Movistar Team               | + 22"      |
| 5è | David de la Cruz Melgarejo | Team Sky                    | + 26"      |
| 6è | Dylan van Baarle           | Team Sky                    | + 26"      |
| 7è | Ievgueni Xalunov           | Gazprom-RusVelo             | + 37"      |
| 8è | Aleksandr Vlàssov          | Gazprom-RusVelo             | + 37"      |
| 9è | Mattia Cattaneo            | Androni Giocattoli-Sidermec | + 42"      |
| 10è | Matteo Montaguti           | Androni Giocattoli-Sidermec | + 42"      |

### 4a etapa
| \| Classificació de l'etapa \| Classificació de l'etapa \| Classificació de l'etapa \| Classificació de l'etapa \| Classificació de l'etapa \| \| Corredor \| Corredor \| Equip \| Temps \| \| \| ------------------------ \| ------------------------ \| ----------------------------- \| ------------------------ \| ------------------------ \| \| 1r \| Ludovic Robeet \| Wallonie Bruxelles \| 3h 43' 34" \| \| \| 2n \| Mikkel Bjerg \| Hagens Berman Axeon \| + 1" \| \| \| 3r \| Jacopo Mosca \| Itàlia \| + 1" \| \| \| 4t \| Patryk Stosz \| CCC Development \| + 31" \| \| \| 5è \| Lachlan Morton \| EF Education First \| + 31" \| \| \| 6è \| Antonio Di Sante \| Sangemini-Trevigiani-MG.K Vis \| + 31" \| \| \| 7è \| Simone Sterbini \| Bardiani CSF \| + 31" \| \| \| 8è \| Thibault Guernalec \| Arkéa-Samsic \| + 31" \| \| \| 9è \| Manuel Belletti \| Androni Giocattoli-Sidermec \| + 31" \| \| \| 10è \| Emīls Liepiņš \| Wallonie Bruxelles \| + 31" \| \| |                    |                               |            |
| |                    |                               |            |
| Font: ProCyclingStats |                    |                               |            |
| Classificació de l'etapa |                    |                               |            |
| Corredor | Corredor           | Equip                         | Temps      |
| 1r | Ludovic Robeet     | Wallonie Bruxelles            | 3h 43' 34" |
| 2n | Mikkel Bjerg       | Hagens Berman Axeon           | + 1"       |
| 3r | Jacopo Mosca       | Itàlia                        | + 1"       |
| 4t | Patryk Stosz       | CCC Development               | + 31"      |
| 5è | Lachlan Morton     | EF Education First            | + 31"      |
| 6è | Antonio Di Sante   | Sangemini-Trevigiani-MG.K Vis | + 31"      |
| 7è | Simone Sterbini    | Bardiani CSF                  | + 31"      |
| 8è | Thibault Guernalec | Arkéa-Samsic                  | + 31"      |
| 9è | Manuel Belletti    | Androni Giocattoli-Sidermec   | + 31"      |
| 10è | Emīls Liepiņš      | Wallonie Bruxelles            | + 31"      |

| \| Classificació general \| Classificació general \| Classificació general \| Classificació general \| Classificació general \| \| Corredor \| Corredor \| Equip \| Temps \| \| \| --------------------- \| -------------------------- \| --------------------------- \| --------------------- \| --------------------- \| \| 1r \| Lucas Hamilton \| Mitchelton-Scott \| 6h 23' 33" \| \| \| 2n \| Damien Howson \| Mitchelton-Scott \| + 16" \| \| \| 3r \| Nick Schultz \| Mitchelton-Scott \| + 16" \| \| \| 4t \| Mikel Landa Meana \| Movistar Team \| + 22" \| \| \| 5è \| David de la Cruz Melgarejo \| Team Sky \| + 26" \| \| \| 6è \| Dylan van Baarle \| Team Sky \| + 26" \| \| \| 7è \| Ievgueni Xalunov \| Gazprom-RusVelo \| + 37" \| \| \| 8è \| Aleksandr Vlàssov \| Gazprom-RusVelo \| + 37" \| \| \| 9è \| Matteo Montaguti \| Androni Giocattoli-Sidermec \| + 42" \| \| \| 10è \| Mattia Cattaneo \| Androni Giocattoli-Sidermec \| + 42" \| \| |                            |                             |            |
| |                            |                             |            |
| Font: ProCyclingStats |                            |                             |            |
| Classificació general |                            |                             |            |
| Corredor | Corredor                   | Equip                       | Temps      |
| 1r | Lucas Hamilton             | Mitchelton-Scott            | 6h 23' 33" |
| 2n | Damien Howson              | Mitchelton-Scott            | + 16"      |
| 3r | Nick Schultz               | Mitchelton-Scott            | + 16"      |
| 4t | Mikel Landa Meana          | Movistar Team               | + 22"      |
| 5è | David de la Cruz Melgarejo | Team Sky                    | + 26"      |
| 6è | Dylan van Baarle           | Team Sky                    | + 26"      |
| 7è | Ievgueni Xalunov           | Gazprom-RusVelo             | + 37"      |
| 8è | Aleksandr Vlàssov          | Gazprom-RusVelo             | + 37"      |
| 9è | Matteo Montaguti           | Androni Giocattoli-Sidermec | + 42"      |
| 10è | Mattia Cattaneo            | Androni Giocattoli-Sidermec | + 42"      |

### 5a etapa
| \| Classificació de l'etapa \| Classificació de l'etapa \| Classificació de l'etapa \| Classificació de l'etapa \| Classificació de l'etapa \| \| Corredor \| Corredor \| Equip \| Temps \| \| \| ------------------------ \| ------------------------ \| -------------------------------- \| ------------------------ \| ------------------------ \| \| 1r \| Mauro Finetto \| Itàlia \| 3h 48' 02" \| \| \| 2n \| Davide Gabburo \| Neri Sottoli-Selle Italia-KTM \| + 3" \| \| \| 3r \| Damien Howson \| Mitchelton-Scott \| + 3" \| \| \| 4t \| Alexander Kamp \| Riwal Readynez \| + 3" \| \| \| 5è \| Simone Velasco \| Neri Sottoli-Selle Italia-KTM \| + 3" \| \| \| 6è \| Matteo Montaguti \| Androni Giocattoli-Sidermec \| + 3" \| \| \| 7è \| Lucas Hamilton \| Mitchelton-Scott \| + 3" \| \| \| 8è \| Jonathan Cañaveral \| Coldeportes Bicicletas Strongman \| + 3" \| \| \| 9è \| Eliot Lietaer \| Wallonie Bruxelles \| + 3" \| \| \| 10è \| Miguel Flórez López \| Androni Giocattoli-Sidermec \| + 3" \| \| |                     |                                  |            |
| |                     |                                  |            |
| Font: ProCyclingStats |                     |                                  |            |
| Classificació de l'etapa |                     |                                  |            |
| Corredor | Corredor            | Equip                            | Temps      |
| 1r | Mauro Finetto       | Itàlia                           | 3h 48' 02" |
| 2n | Davide Gabburo      | Neri Sottoli-Selle Italia-KTM    | + 3"       |
| 3r | Damien Howson       | Mitchelton-Scott                 | + 3"       |
| 4t | Alexander Kamp      | Riwal Readynez                   | + 3"       |
| 5è | Simone Velasco      | Neri Sottoli-Selle Italia-KTM    | + 3"       |
| 6è | Matteo Montaguti    | Androni Giocattoli-Sidermec      | + 3"       |
| 7è | Lucas Hamilton      | Mitchelton-Scott                 | + 3"       |
| 8è | Jonathan Cañaveral  | Coldeportes Bicicletas Strongman | + 3"       |
| 9è | Eliot Lietaer       | Wallonie Bruxelles               | + 3"       |
| 10è | Miguel Flórez López | Androni Giocattoli-Sidermec      | + 3"       |

## Classificació final
| \| Classificació general \| Classificació general \| Classificació general \| Classificació general \| Classificació general \| \| Corredor \| Corredor \| Equip \| Temps \| \| \| --------------------- \| -------------------------- \| ----------------------------- \| --------------------- \| --------------------- \| \| 1r \| Lucas Hamilton \| Mitchelton-Scott \| 17h 57' 33" \| \| \| 2n \| Damien Howson \| Mitchelton-Scott \| + 12" \| \| \| 3r \| Nick Schultz \| Mitchelton-Scott \| + 16" \| \| \| 4t \| Mikel Landa Meana \| Movistar Team \| + 22" \| \| \| 5è \| David de la Cruz Melgarejo \| Team Sky \| + 26" \| \| \| 6è \| Dylan van Baarle \| Team Sky \| + 26" \| \| \| 7è \| Ievgueni Xalunov \| Gazprom-RusVelo \| + 37" \| \| \| 8è \| Aleksandr Vlàssov \| Gazprom-RusVelo \| + 37" \| \| \| 9è \| Davide Gabburo \| Neri Sottoli-Selle Italia-KTM \| + 39" \| \| \| 10è \| Matteo Montaguti \| Androni Giocattoli-Sidermec \| + 42" \| \| |                            |                               |             |
| |                            |                               |             |
| Font: ProCyclingStats |                            |                               |             |
| Classificació general |                            |                               |             |
| Corredor | Corredor                   | Equip                         | Temps       |
| 1r | Lucas Hamilton             | Mitchelton-Scott              | 17h 57' 33" |
| 2n | Damien Howson              | Mitchelton-Scott              | + 12"       |
| 3r | Nick Schultz               | Mitchelton-Scott              | + 16"       |
| 4t | Mikel Landa Meana          | Movistar Team                 | + 22"       |
| 5è | David de la Cruz Melgarejo | Team Sky                      | + 26"       |
| 6è | Dylan van Baarle           | Team Sky                      | + 26"       |
| 7è | Ievgueni Xalunov           | Gazprom-RusVelo               | + 37"       |
| 8è | Aleksandr Vlàssov          | Gazprom-RusVelo               | + 37"       |
| 9è | Davide Gabburo             | Neri Sottoli-Selle Italia-KTM | + 39"       |
| 10è | Matteo Montaguti           | Androni Giocattoli-Sidermec   | + 42"       |

### Classificacions secundàries
| Classificació per punts | Classificació per punts | Classificació per punts       | Classificació per punts | Classificació per punts |
| Corredor                | Corredor                | Equip                         | Punts                   |                         |
| ----------------------- | ----------------------- | ----------------------------- | ----------------------- | ----------------------- |
| 1r                      | Alexander Kamp          | Riwal Readynez                | 17 pts                  |                         |
| 2n                      | Mauro Finetto           | Delko Marseille Provence      | 14 pts                  |                         |
| 3r                      | Simone Velasco          | Neri Sottoli-Selle Italia-KTM | 14 pts                  |                         |
| 4t                      | Mikel Landa Meana       | Movistar Team                 | 10 pts                  |                         |
| 5è                      | Ludovic Robeet          | Wallonie Bruxelles            | 10 pts                  |                         |
| 6è                      | Emīls Liepiņš           | Wallonie Bruxelles            | 10 pts                  |                         |
| 7è                      | Lucas Hamilton          | Mitchelton-Scott              | 10 pts                  |                         |
| 8è                      | Davide Gabburo          | Neri Sottoli-Selle Italia-KTM | 9 pts                   |                         |
| 9è                      | Francesco Gavazzi       | Androni Giocattoli-Sidermec   | 8 pts                   |                         |
| 10è                     | Mikkel Bjerg            | Hagens Berman Axeon           | 8 pts                   |                         |

| Classificació per punts | Classificació per punts | Classificació per punts       | Classificació per punts | Classificació per punts |
| Corredor                | Corredor                | Equip                         | Punts                   |                         |
| ----------------------- | ----------------------- | ----------------------------- | ----------------------- | ----------------------- |
| 1r                      | Alexander Kamp          | Riwal Readynez                | 17 pts                  |                         |
| 2n                      | Mauro Finetto           | Delko Marseille Provence      | 14 pts                  |                         |
| 3r                      | Simone Velasco          | Neri Sottoli-Selle Italia-KTM | 14 pts                  |                         |
| 4t                      | Mikel Landa Meana       | Movistar Team                 | 10 pts                  |                         |
| 5è                      | Ludovic Robeet          | Wallonie Bruxelles            | 10 pts                  |                         |
| 6è                      | Emīls Liepiņš           | Wallonie Bruxelles            | 10 pts                  |                         |
| 7è                      | Lucas Hamilton          | Mitchelton-Scott              | 10 pts                  |                         |
| 8è                      | Davide Gabburo          | Neri Sottoli-Selle Italia-KTM | 9 pts                   |                         |
| 9è                      | Francesco Gavazzi       | Androni Giocattoli-Sidermec   | 8 pts                   |                         |
| 10è                     | Mikkel Bjerg            | Hagens Berman Axeon           | 8 pts                   |                         |

| Classificació de la muntanya | Classificació de la muntanya | Classificació de la muntanya     | Classificació de la muntanya | Classificació de la muntanya |
| Corredor                     | Corredor                     | Equip                            | Punts                        |                              |
| ---------------------------- | ---------------------------- | -------------------------------- | ---------------------------- | ---------------------------- |
| 1r                           | Giovanni Visconti            | Neri Sottoli-Selle Italia-KTM    | 37 pts                       |                              |
| 2n                           | Enrico Barbin                | Bardiani CSF                     | 26 pts                       |                              |
| 3r                           | Nick Schultz                 | Mitchelton-Scott                 | 16 pts                       |                              |
| 4t                           | Daniel Crista                | Giotti Victoria-Palomar          | 12 pts                       |                              |
| 5è                           | Óscar Quiroz Ayala           | Coldeportes Bicicletas Strongman | 10 pts                       |                              |
| 6è                           | Francesco Gavazzi            | Androni Giocattoli-Sidermec      | 9 pts                        |                              |
| 7è                           | Mikel Landa Meana            | Movistar Team                    | 9 pts                        |                              |
| 8è                           | Lawson Craddock              | EF Education First               | 8 pts                        |                              |
| 9è                           | Edoardo Zardini              | Neri Sottoli-Selle Italia-KTM    | 8 pts                        |                              |
| 10è                          | Matteo Badilatti             | Israel Cycling Academy           | 8 pts                        |                              |

| Classificació de la muntanya | Classificació de la muntanya | Classificació de la muntanya     | Classificació de la muntanya | Classificació de la muntanya |
| Corredor                     | Corredor                     | Equip                            | Punts                        |                              |
| ---------------------------- | ---------------------------- | -------------------------------- | ---------------------------- | ---------------------------- |
| 1r                           | Giovanni Visconti            | Neri Sottoli-Selle Italia-KTM    | 37 pts                       |                              |
| 2n                           | Enrico Barbin                | Bardiani CSF                     | 26 pts                       |                              |
| 3r                           | Nick Schultz                 | Mitchelton-Scott                 | 16 pts                       |                              |
| 4t                           | Daniel Crista                | Giotti Victoria-Palomar          | 12 pts                       |                              |
| 5è                           | Óscar Quiroz Ayala           | Coldeportes Bicicletas Strongman | 10 pts                       |                              |
| 6è                           | Francesco Gavazzi            | Androni Giocattoli-Sidermec      | 9 pts                        |                              |
| 7è                           | Mikel Landa Meana            | Movistar Team                    | 9 pts                        |                              |
| 8è                           | Lawson Craddock              | EF Education First               | 8 pts                        |                              |
| 9è                           | Edoardo Zardini              | Neri Sottoli-Selle Italia-KTM    | 8 pts                        |                              |
| 10è                          | Matteo Badilatti             | Israel Cycling Academy           | 8 pts                        |                              |

| Classificació del millor jove | Classificació del millor jove | Classificació del millor jove    | Classificació del millor jove | Classificació del millor jove |
| Corredor                      | Corredor                      | Equip                            | Temps                         |                               |
| ----------------------------- | ----------------------------- | -------------------------------- | ----------------------------- | ----------------------------- |
| 1r                            | Lucas Hamilton                | Mitchelton-Scott                 | 17h 57' 33"                   |                               |
| 2n                            | Aleksandr Vlàssov             | Gazprom-RusVelo                  | + 37"                         |                               |
| 3r                            | Miguel Flórez López           | Androni Giocattoli-Sidermec      | + 1' 34"                      |                               |
| 4t                            | Jonathan Cañaveral            | Coldeportes Bicicletas Strongman | + 2' 06"                      |                               |
| 5è                            | Kevin Vermaerke               | Hagens Berman Axeon              | + 3' 28"                      |                               |
| 6è                            | Attila Valter                 | CCC Development                  | + 4' 48"                      |                               |
| 7è                            | Alessandro Fedeli             | Delko Marseille Provence         | + 6' 15"                      |                               |
| 8è                            | Robert Stannard               | Mitchelton-Scott                 | + 6' 21"                      |                               |
| 9è                            | Stefano Oldani                | Kometa                           | + 7' 17"                      |                               |
| 10è                           | Alejandro Osorio              | Nippo-Vini Fantini-Faizanè       | + 8' 41"                      |                               |

| Classificació del millor jove | Classificació del millor jove | Classificació del millor jove    | Classificació del millor jove | Classificació del millor jove |
| Corredor                      | Corredor                      | Equip                            | Temps                         |                               |
| ----------------------------- | ----------------------------- | -------------------------------- | ----------------------------- | ----------------------------- |
| 1r                            | Lucas Hamilton                | Mitchelton-Scott                 | 17h 57' 33"                   |                               |
| 2n                            | Aleksandr Vlàssov             | Gazprom-RusVelo                  | + 37"                         |                               |
| 3r                            | Miguel Flórez López           | Androni Giocattoli-Sidermec      | + 1' 34"                      |                               |
| 4t                            | Jonathan Cañaveral            | Coldeportes Bicicletas Strongman | + 2' 06"                      |                               |
| 5è                            | Kevin Vermaerke               | Hagens Berman Axeon              | + 3' 28"                      |                               |
| 6è                            | Attila Valter                 | CCC Development                  | + 4' 48"                      |                               |
| 7è                            | Alessandro Fedeli             | Delko Marseille Provence         | + 6' 15"                      |                               |
| 8è                            | Robert Stannard               | Mitchelton-Scott                 | + 6' 21"                      |                               |
| 9è                            | Stefano Oldani                | Kometa                           | + 7' 17"                      |                               |
| 10è                           | Alejandro Osorio              | Nippo-Vini Fantini-Faizanè       | + 8' 41"                      |                               |

| Classificació per equips | Classificació per equips      | Classificació per equips | Classificació per equips |
| Equip                    | Equip                         | Temps                    |                          |
| ------------------------ | ----------------------------- | ------------------------ | ------------------------ |
| 1r                       | Mitchelton-Scott              | 53h 24' 43"              |                          |
| 2n                       | Movistar Team                 | + 26"                    |                          |
| 3r                       | Androni Giocattoli-Sidermec   | + 36"                    |                          |
| 4t                       | Neri Sottoli-Selle Italia-KTM | + 51"                    |                          |
| 5è                       | Sky                           | + 1' 10"                 |                          |
| 6è                       | Israel Cycling Academy        | + 3' 41"                 |                          |
| 7è                       | Gazprom-RusVelo               | + 8' 26"                 |                          |
| 8è                       | Itàlia                        | + 11' 58"                |                          |
| 9è                       | Bardiani CSF                  | + 17' 54"                |                          |
| 10è                      | Caja Rural-Seguros RGA        | + 19' 31"                |                          |

| Classificació per equips | Classificació per equips      | Classificació per equips | Classificació per equips |
| Equip                    | Equip                         | Temps                    |                          |
| ------------------------ | ----------------------------- | ------------------------ | ------------------------ |
| 1r                       | Mitchelton-Scott              | 53h 24' 43"              |                          |
| 2n                       | Movistar Team                 | + 26"                    |                          |
| 3r                       | Androni Giocattoli-Sidermec   | + 36"                    |                          |
| 4t                       | Neri Sottoli-Selle Italia-KTM | + 51"                    |                          |
| 5è                       | Sky                           | + 1' 10"                 |                          |
| 6è                       | Israel Cycling Academy        | + 3' 41"                 |                          |
| 7è                       | Gazprom-RusVelo               | + 8' 26"                 |                          |
| 8è                       | Itàlia                        | + 11' 58"                |                          |
| 9è                       | Bardiani CSF                  | + 17' 54"                |                          |
| 10è                      | Caja Rural-Seguros RGA        | + 19' 31"                |                          |

## Evolució de les classificacions
| Etapa | Vencedor         | Classificació general | Classificació per punts | Classificació de la muntanya | Classificació dels joves | Classificació per equips      |
| ----- | ---------------- | --------------------- | ----------------------- | ---------------------------- | ------------------------ | ----------------------------- |
| 1a    | Emīls Liepiņš    | Emīls Liepiņš         | Daniel Crista           | Emīls Liepiņš                | Robert Stannard          | Neri Sottoli-Selle Italia-KTM |
| 1b    | Mitchelton-Scott | Robert Stannard       | Daniel Crista           | Emīls Liepiņš                | Robert Stannard          | Mitchelton-Scott              |
| 2     | Mikel Landa      | Lucas Hamilton        | Giovanni Visconti       | Mikel Landa                  | Lucas Hamilton           | Mitchelton-Scott              |
| 3     | Simone Velasco   | Lucas Hamilton        | Giovanni Visconti       | Alexander Kamp               | Lucas Hamilton           | Mitchelton-Scott              |
| 4     | Ludovic Robeet   | Lucas Hamilton        | Giovanni Visconti       | Alexander Kamp               | Lucas Hamilton           | Mitchelton-Scott              |
| 5     | Mauro Finetto    | Lucas Hamilton        | Giovanni Visconti       | Alexander Kamp               | Lucas Hamilton           | Mitchelton-Scott              |
| Final | Final            | Lucas Hamilton        | Giovanni Visconti       | Alexander Kamp               | Lucas Hamilton           | Mitchelton-Scott              |